# Cynthia Zaven
Cynthia Zaven (* 1970) ist eine libanesische Pianistin, Komponistin und Installationskünstlerin, die in Beirut lebt.

## Leben und Wirken
Zaven, die aus einer armenischen Familie stammt, lernte zunächst von ihrem Großvater Klavier. Später erhielt sie klassisch-europäischen Klavierunterricht. 1983 erhielt sie von ihren Eltern Synthesizer geschenkt, so dass sie auch Alternative Rock spielen konnte, übte aber auch das klassische Repertoire weiter. Sie spielte in der Beiruter Band Fugitive Entity, die Songs von The Sisters of Mercy coverte, bevor sie ihr Examen machte. Heute interpretiert sie klassische, experimentelle und improvisierte Musik sowohl bei Soloauftritten als auch gemeinsam mit anderen Musikern. Sie gehört zum Lehrkörper des Konservatoriums in Beirut.
Seit 1993 hat Zaven zunächst Filmmusiken und Sounddesigns für Film, Theater, Ballett und Kunstprojekte geschaffen. Die Arbeiten wurden auf den Filmfestivals von Locarno, Toronto, Edinburgh, Dubai, beim International Documentary Film Festival Amsterdam, dem Tribeca Film Festival, dem Kasseler Dokumentarfilm- und Videofest, Videobrasil, dem Kunstmuseum Bern, dem Institute of Contemporary Arts und dem Oxforder Museum of Modern Art gezeigt. 2002 nahm sie mit Andres Bosshard am Klangturmprojekt in Biel teil.
Mittlerweile ist sie dazu übergegangen, auch für eigene Videos und Klanginstallationen zu schreiben. Beim Untuned Piano Concerto with Delhi Traffic Orchestra (Uraufführung, 2006) spielte sie Klavier, während sie auf einem Lastwagen durch Neu-Delhi fuhr. Zu ihren Werken gehören weiter Octophonic Diary (Installation, 2009), Morse Code Composition (Soundworks, ICA, 2012) oder A Bunker Fairy Tale (Installation mit Video, 2013).
Beim Festival Women in Jazz in Halle war sie 2014 erstmals Pianistin in Caroline Thons World-Jazz-Oktett Eurasians Unity, das musikalisch in der Spannbreite zwischen Jazz, Balkan und Vorderem Orient operiert und 2015 auf dem TFF Rudolstadt mit der Ruth ausgezeichnet wurde.